# گری گلوور
گری گلوور (انگلیسی: Gerry Glover؛ زادهٔ ۲۷ سپتامبر ۱۹۴۶) بازیکن فوتبال است.
از باشگاه‌هایی که در آن بازی کرده‌است می‌توان به باشگاه فوتبال اورتون اشاره کرد.